# Rusínská menšina na Slovensku

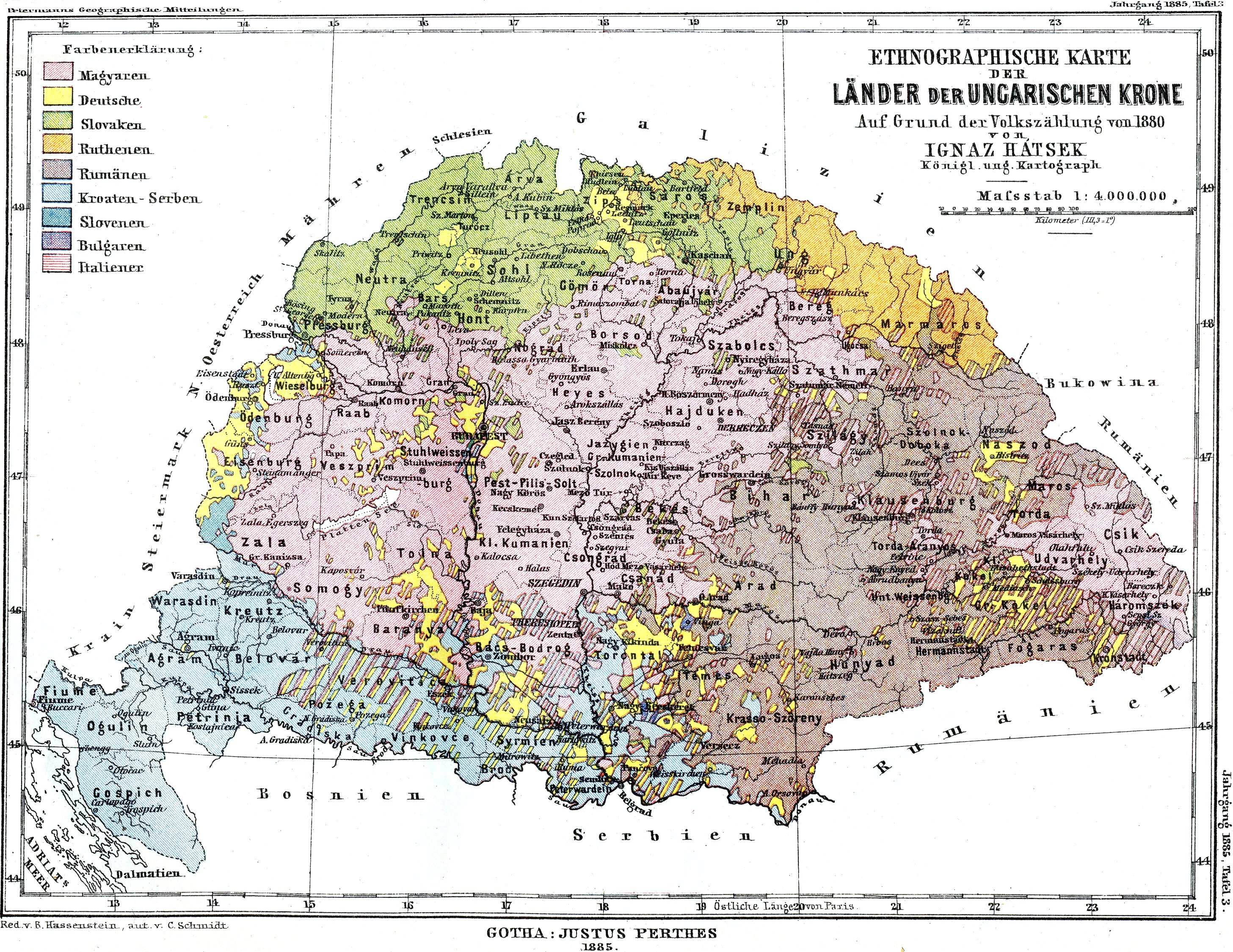
Rusíni v Uhersku podle sčítání lidu z roku 1880

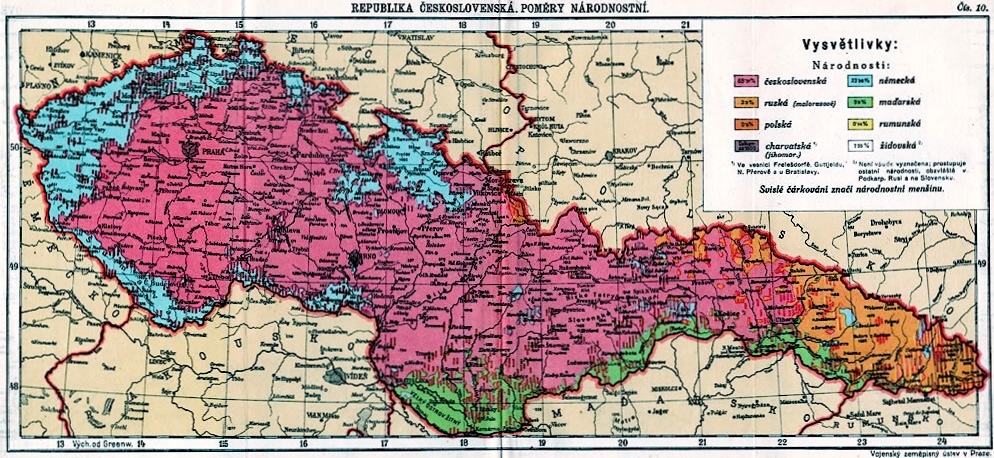
Rusíni v první Československé republice podle sčítání lidu z roku 1930

Rusínská národnostní menšina na Slovensku (slovensky Rusínska národnostná menšina) je označení obyvatel Slovenska, kteří se hlásí k rusínské národnosti. Podle posledního výsledků slovenského sčítání lidu žilo v roce 2021 na Slovensku 63 510 osob deklarujících rusínskou národnost (1,16 % celkové populace).
Podle sčítání lidu v roce 2011 žilo na Slovensku 33 482 osob deklarujících rusínskou národnost (0,6 % celkové populace) .  V sčítání lidu v roce 2001 to bylo 24 201 osob (0,4 % celkové populace). Podle sčítání lidu v roce 1991 se k rusínské národnosti na Slovensku hlásilo 17 197 osob (0,3 % celkové populace).
Na Slovensku byla rusínština v roce 1995 deklarována jako spisovný jazyk; vyházejí zde školní učebnice v rusínštině.